# Guillaume Cahour
Pour les articles homonymes, voir Cahour.
Guillaume Cahour, né le 30 juin 1978 dans les Hauts-de-Seine, est un journaliste français de radio et de télévision.

## Biographie
Originaire de la région parisienne, Guillaume Cahour arrive à Angers en 1992, lorsque son père spécialisé dans les ressources humaines, est embauché à l'école supérieure des sciences commerciales d'Angers (ESSCA). Il fait ses débuts en radio dès 14 ans à Fréquence 1 puis Radio Oxygène tout en suivant ses études à Angers,. En 1997, il rejoint la station de radio d'informations économiques BFM pour une première expérience professionnelle de plus de trois ans, en parallèle d'un DUT « techniques de commercialisation » : pendant un an, il est le correspondant de la station à Tours puis il rejoint la rédaction à Paris. Il présente les journaux du week-end, puis la tranche 22 h-23 h en semaine à partir de 1999.
En 2001, il rejoint Europe 1 où il est présentateur du 5 h-6 h 30 et reporter économique.
À l'été 2004, il rejoint RMC, qui appartient au même groupe NextRadio que BFM, pour présenter Le 5/7 de 5 h à 7 h du lundi au vendredi. Il remplace aussi Jean-Jacques Bourdin à la présentation de Bourdin & Co, la matinale de la station, durant ses congés. De 2003 à 2007, Guillaume Cahour réalise parallèlement des reportages pour l’émission C dans l'air présentée par Yves Calvi sur France 5.[réf. souhaitée]
À partir de la rentrée 2007, il est reporter et présentateur occasionnel des journaux sur BFM TV, la chaîne d'information en continu du groupe NextRadioTV. Il ne présente donc plus le 5/7 sur RMC mais continue à remplacer Jean-Jacques Bourdin lors de ses congés.
À la rentrée de septembre 2010, il revient sur Europe 1 pour animer la matinale du week-end succédant à Aymeric Caron. Il remplace aussi ponctuellement Marc-Olivier Fogiel à la présentation de la matinale en semaine, Europe 1 Matin. À partir de février 2011, Guillaume Cahour anime par intérim la matinale d'Europe 1 alors que Marc-Olivier Fogiel quitte la station et qu'Aymeric Caron reprend les matinales du week-end. En août 2011, Bruce Toussaint reprend la tête de la matinale d'Europe 1 : pendant la saison 2011/2012, Guillaume Cahour présente la tranche de la mi-journée. À la rentrée 2012, Patrick Roger le remplace à la présentation d'Europe 1 Midi. En juillet 2012, il quitte Europe 1.
En septembre 2012, il rejoint M6 pour assurer une chronique, « Expliquez-nous », dans le journal Le 19:45. En janvier 2013, il réalise un reportage pour Envoyé spécial sur France 2, sur l'arrivée Free Mobile dans le marché de la téléphonie française. Après son arrivée dans le service public, il rejoint l'équipe de Tout compte fait, l'émission éco de France 2 présentée par Julian Bugier, à la rentrée 2016.
Du 24 juillet au 25 août 2017, il assure le remplacement de Jean-Mathieu Pernin à la présentation de l'émission de débat de la radio France Info, Les Informés, entre 20h00 et 21h00. Il remplace à nouveau son collègue de France Info du 25 au 29 décembre 2017.
En septembre 2018, il rejoint l'émission Capital sur M6 ; il y réalise divers reportages notamment un sur le gaspillage de l'entreprise Amazon.
Il rejoint en 2022 la société de production et agence de presse Hikari en tant que rédacteur en chef. Il y dirige des reportages et des documentaires pour Arte, France 2 ou M6.

## Vie privée
Marié, il est père de deux enfants.